# Куп Србије у ватерполу 2020/21.
Куп Србије у ватерполу 2020/21. је петнаесто такмичење организовано под овим називом од стране Ватерполо савеза Србије.

## Учесници
За Куп Србије у ватерполу 2020/21. пријавило се тринаест клубова:
| - Бањица, Београд - Београд, Београд - Валис, Ваљево - Ваљево, Ваљево - Војводина, Нови Сад - Наис, Ниш - Нови Београд, Београд | - Новобеоградски вукови, Београд - Партизан, Београд - СПД Раднички, Крагујевац - Стари град, Београд - Црвена звезда, Београд - Шабац, Шабац |

Пријављени клубови су потом, у складу са оствареним пласманом у претходној сезони националног купа, распоређени у четири шешира.
| Шешир 1                                           | Шешир 2                                    | Шешир 3                                               | Шешир 4   |
| ------------------------------------------------- | ------------------------------------------ | ----------------------------------------------------- | --------- |
| - СПД Раднички - Шабац - Црвена звезда - Партизан | - Наис - Бањица - Војводина - Нови Београд | - Стари град - Ваљево - Новобеоградски вукови - Валис | - Београд |

## Календар такмичења
- Шеснаестина финала: 24. октобар 2020.
- Осмина финала: 28. новембар 2020.
- Четвртфинале: 12. децембар 2020.
- Полуфинале: 28. децембар 2020.
- Финале: 29. децембар 2020.[1]

## Шеснаестина финала
| 24. октобар 2020. 19:45 | Детаљи | Новобеоградски вукови                                | 17 : 15 | Београд   | Базен Влахо Бата Орлић, Београд Гледалаца: 0 Судије: Балажевић, Бељин |
| 24. октобар 2020. 19:45 | Детаљи | Резултати по четвртинама: 5 : 5, 6 : 3, 4 : 4, 2 : 3 |         |           | Базен Влахо Бата Орлић, Београд Гледалаца: 0 Судије: Балажевић, Бељин |
| 24. октобар 2020. 19:45 | Детаљи | Којић 6                                              | Стрелци | Шуберић 5 | Базен Влахо Бата Орлић, Београд Гледалаца: 0 Судије: Балажевић, Бељин |

## Осмина финала
| 28. новембар 2020. 17:45 | Детаљи | Нови Београд                                          | 28 : 4  | Валис       | Базен Влахо Бата Орлић, Београд Гледалаца: 0 Судије: Шукић, Виријевић |
| 28. новембар 2020. 17:45 | Детаљи | Резултати по четвртинама: 5 : 1, 9 : 0, 10 : 1, 4 : 1 |         |             | Базен Влахо Бата Орлић, Београд Гледалаца: 0 Судије: Шукић, Виријевић |
| 28. новембар 2020. 17:45 | Детаљи | Бурсаћ 5                                              | Стрелци | Ковачевић 2 | Базен Влахо Бата Орлић, Београд Гледалаца: 0 Судије: Шукић, Виријевић |

| 28. новембар 2020. 19:00 | Детаљи | Ваљево                                               | 4 : 10  | Наис    | Базен СРЦ Петница, Ваљево Гледалаца: 0 Судије: Станојевић, Јованчевић |
| 28. новембар 2020. 19:00 | Детаљи | Резултати по четвртинама: 1 : 3, 0 : 3, 2 : 2, 1 : 2 |         |         | Базен СРЦ Петница, Ваљево Гледалаца: 0 Судије: Станојевић, Јованчевић |
| 28. новембар 2020. 19:00 | Детаљи | 4 играча 1                                           | Стрелци | Васић 4 | Базен СРЦ Петница, Ваљево Гледалаца: 0 Судије: Станојевић, Јованчевић |

| 28. новембар 2020. 19:45 | Детаљи | Новобеоградски вукови                                | 10 : 15 | Војводина | Базен Влахо Бата Орлић, Београд Гледалаца: 0 Судије: Прлић, Голијанин |
| 28. новембар 2020. 19:45 | Детаљи | Резултати по четвртинама: 3 : 4, 0 : 4, 5 : 4, 2 : 3 |         |           | Базен Влахо Бата Орлић, Београд Гледалаца: 0 Судије: Прлић, Голијанин |
| 28. новембар 2020. 19:45 | Детаљи | Башица 5                                             | Стрелци | Гусаров 5 | Базен Влахо Бата Орлић, Београд Гледалаца: 0 Судије: Прлић, Голијанин |

| 29. новембар 2020. 17:45 | Детаљи | Стари град                                           | 16 : 11 | Бањица   | Базен 25. мај Милан Гале Мушкатировић, Београд Гледалаца: 0 Судије: Анђелић, Путниковић |
| 29. новембар 2020. 17:45 | Детаљи | Резултати по четвртинама: 3 : 3, 5 : 3, 5 : 2, 3 : 3 |         |          | Базен 25. мај Милан Гале Мушкатировић, Београд Гледалаца: 0 Судије: Анђелић, Путниковић |
| 29. новембар 2020. 17:45 | Детаљи | Трајковић 4                                          | Стрелци | Крстић 3 | Базен 25. мај Милан Гале Мушкатировић, Београд Гледалаца: 0 Судије: Анђелић, Путниковић |

## Четвртфинале
| 12. децембар 2020. 11:00 | Детаљи | Наис                                                                   | 10 : 12 | Партизан | Базен Чаир, Ниш Гледалаца: 0 Судије: Раковић, Бељин |
| 12. децембар 2020. 11:00 | Детаљи | Резултати по четвртинама: 1 : 2, 2 : 1, 3 : 2, 2 : 3 Продужетак: 2 : 4 |         |          | Базен Чаир, Ниш Гледалаца: 0 Судије: Раковић, Бељин |
| 12. децембар 2020. 11:00 | Детаљи | Боловић 3                                                              | Стрелци | Бараћ 3  | Базен Чаир, Ниш Гледалаца: 0 Судије: Раковић, Бељин |

| 12. децембар 2020. 19:00 | Детаљи | СПД Раднички                                         | 21 : 8  | Стари град          | Базен СЦ Парк, Крагујевац Гледалаца: 0 Судије: Раковић-Крстоношић, Петровић |
| 12. децембар 2020. 19:00 | Детаљи | Резултати по четвртинама: 3 : 4, 4 : 3, 7 : 0, 8 : 1 |         |                     | Базен СЦ Парк, Крагујевац Гледалаца: 0 Судије: Раковић-Крстоношић, Петровић |
| 12. децембар 2020. 19:00 | Детаљи | Круг, Радуловић 3                                    | Стрелци | Барбарез, Секулић 2 | Базен СЦ Парк, Крагујевац Гледалаца: 0 Судије: Раковић-Крстоношић, Петровић |

| 12. децембар 2020. 19:45 | Детаљи | Нови Београд                                         | 12 : 10 | Шабац        | Базен Влахо Бата Орлић, Београд Гледалаца: 0 Судије: Голијанин, Виријевић |
| 12. децембар 2020. 19:45 | Детаљи | Резултати по четвртинама: 1 : 4, 8 : 2, 3 : 2, 1 : 1 |         |              | Базен Влахо Бата Орлић, Београд Гледалаца: 0 Судије: Голијанин, Виријевић |
| 12. децембар 2020. 19:45 | Детаљи | Гогов 6                                              | Стрелци | Гардашевић 4 | Базен Влахо Бата Орлић, Београд Гледалаца: 0 Судије: Голијанин, Виријевић |

| 12. децембар 2020. 20:00 | Детаљи | Црвена звезда                                        | 10 : 5  | Војводина  | Базен 25. мај Милан Гале Мушкатировић, Београд Гледалаца: 0 Судије: Путниковић, Анђелић |
| 12. децембар 2020. 20:00 | Детаљи | Резултати по четвртинама: 4 : 0, 1 : 0, 1 : 1, 4 : 4 |         |            | Базен 25. мај Милан Гале Мушкатировић, Београд Гледалаца: 0 Судије: Путниковић, Анђелић |
| 12. децембар 2020. 20:00 | Детаљи | Басара, Вићковић, Марковић 2                         | Стрелци | 5 играча 1 | Базен 25. мај Милан Гале Мушкатировић, Београд Гледалаца: 0 Судије: Путниковић, Анђелић |

## Завршни турнир четворице

### Полуфинале
| 28. децембар 2020. 17:00 | Детаљи | Партизан                                             | 7 : 9   | Црвена звезда | Базен 25. мај Милан Гале Мушкатировић, Београд Гледалаца: 0 Судије: Раковић, Анђелић |
| 28. децембар 2020. 17:00 | Детаљи | Резултати по четвртинама: 2 : 3, 2 : 2, 1 : 3, 2 : 1 |         |               | Базен 25. мај Милан Гале Мушкатировић, Београд Гледалаца: 0 Судије: Раковић, Анђелић |
| 28. децембар 2020. 17:00 | Детаљи | Бараћ 4                                              | Стрелци | Суботић 6     | Базен 25. мај Милан Гале Мушкатировић, Београд Гледалаца: 0 Судије: Раковић, Анђелић |

| 28. децембар 2020. 19:15 | Детаљи | СПД Раднички                                         | 13 : 9  | Нови Београд | Базен 25. мај Милан Гале Мушкатировић, Београд Гледалаца: 0 Судије: Голијанин, Виријевић |
| 28. децембар 2020. 19:15 | Детаљи | Резултати по четвртинама: 1 : 4, 8 : 2, 3 : 2, 1 : 1 |         |              | Базен 25. мај Милан Гале Мушкатировић, Београд Гледалаца: 0 Судије: Голијанин, Виријевић |
| 28. децембар 2020. 19:15 | Детаљи | Рашовић 7                                            | Стрелци | Ћук 3        | Базен 25. мај Милан Гале Мушкатировић, Београд Гледалаца: 0 Судије: Голијанин, Виријевић |

### Финале
| 29. децембар 2020. 18:00 | Детаљи | Црвена звезда                                                          | 13 : 12 | СПД Раднички | Базен 25. мај Милан Гале Мушкатировић, Београд Гледалаца: 0 Судије: Раковић, Голијанин |
| 29. децембар 2020. 18:00 | Детаљи | Резултати по четвртинама: 2 : 3, 0 : 0, 5 : 3, 1 : 2 Продужетак: 5 : 4 |         |              | Базен 25. мај Милан Гале Мушкатировић, Београд Гледалаца: 0 Судије: Раковић, Голијанин |
| 29. децембар 2020. 18:00 | Детаљи | Басара, Вукићевић 2                                                    | Стрелци | Укропина 4   | Базен 25. мај Милан Гале Мушкатировић, Београд Гледалаца: 0 Судије: Раковић, Голијанин |

| Победник Купа Србије у ватерполу 2020/21. |
| ----------------------------------------- |
| ВК Црвена звезда 3. титула                |